# Халиун
Халиун (монг. Халиун) — сомон аймака Говь-Алтай в юго-западной части Монголии, площадь которого составляет 4 214 км². Численность населения по данным 2009 года составила 2 497 человек.
Центр сомона — посёлок Халиун, расположенный в 87 километрах от административного центра аймака — города Алтай и в 1088 километрах от столицы страны — Улан-Батора.

## География
Сомон расположен в юго-западной части Монголии. На территории Халиуна располагаются горы Хантайширийн нуруу, Хар Азарга, Бурханбуудай, протекают реки Уст Чацран, Халиун, Сууж, Шарга, Гуу бариач.
Из полезных ископаемых в сомоне встречаются залежи угля, драгоценных камней, химического и строительного сырья.

## Климат
Климат резко континентальный. Средняя температура января -20 градусов, июля +16-20 градусов. Ежегодная норма осадков 60-100 мм.

## Фауна
Животный мир Халиуна представлен косулями, зайцами, тарбаганами.

## Инфраструктура
В сомоне есть школа, больница.